# Kanō Yasunobu

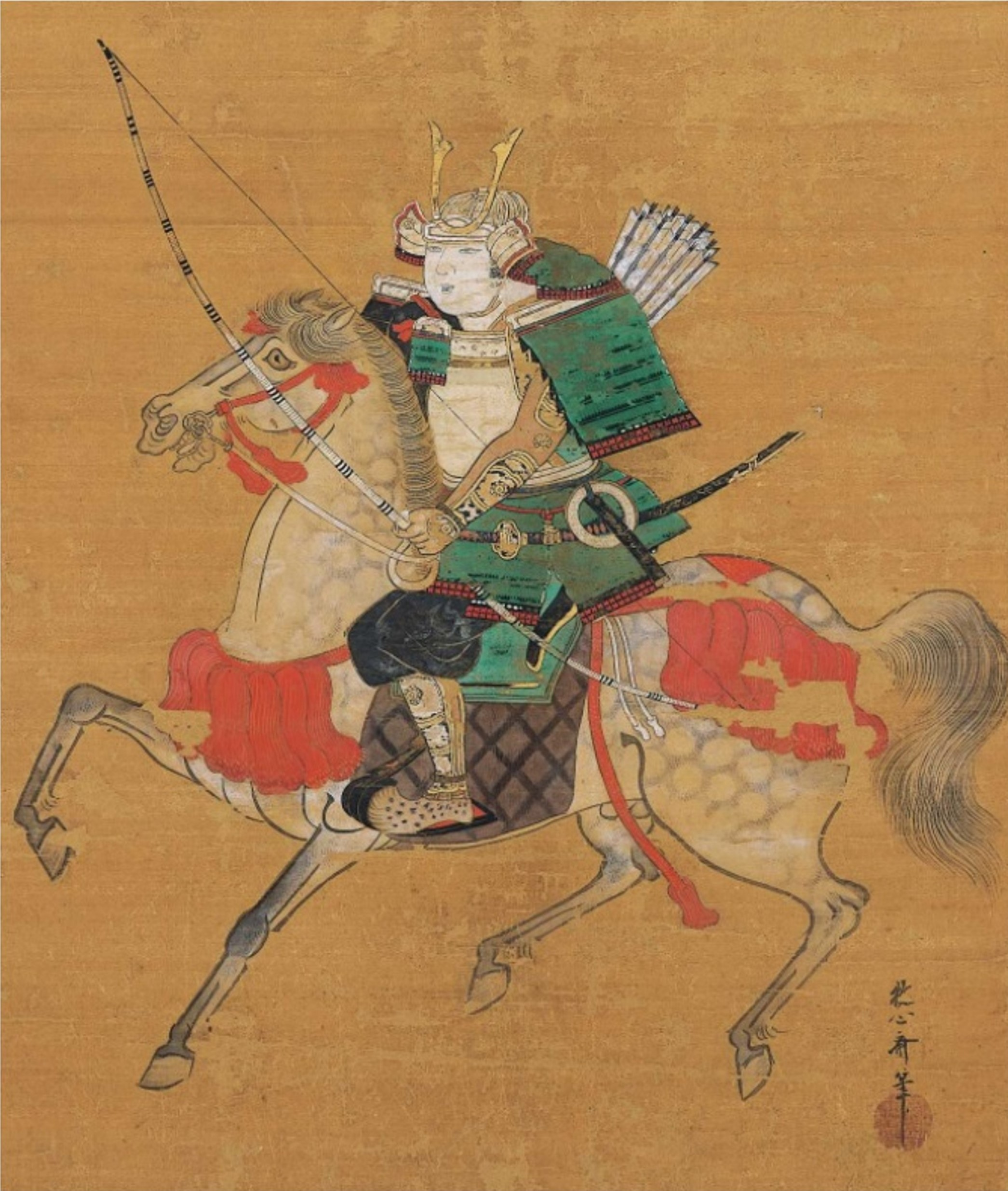
Kanō Yasunobu:
Taira no Atsumori

Kanō  Yasunobu (japanisch 狩野 安信, eigentlicher Name Kanō Genshirō (源四郎) bzw. Shirojirō (四郎次郎); geb. 10. Januar 1614 in Kyōto; gest. 1. Oktober 1685) war ein japanischer Maler der frühen Edo-Zeit und Begründer des Nakabayashi-Zweiges der Kanō-Schule in Edo.

## Leben und Werk
Yasunobu war der dritte Sohn von Kanō Takanobu, der starb, als er noch ein Kind war. Er studierte Malerei unter Kanō Kōi und unter seinem älteren Bruder Tan’yū. Er arbeitete zunächst in Kyōto, zog dann in der Kan’ei-Zeit (1624–1644), wie auch Tan’yū nach Edo, der dort den Kajibashi-Zweig der Familie begründete. Yasunobu erhielt vom Tokugawa-Shogunat eine Residenz an der Nakabashi und begründete Nakabashi-Zweig in Edo. Er wurde offizieller Hofmaler (Goyō-eshi) des Shōgun.
Im Jahr 1623 wurde Yasunobu von Kanō Sadanobu adoptiert. Damit wurde die Nakabashi-Linie zur Hauptlinie (本家, Honke) der Kanō-Schule ab dieser Zeit. Er beteiligte sich an den Stellschirm- und Wandmalereien (障壁画, Shōheki-ga) innerhalb des kaiserlichen Palasts in Kyōto während der Kan’ei-, Jōō- (1652–1654), Kambun- (1661–1672) und Empō-Zeit (1673–1680), als Bauten wie das Shishinden (紫宸殿) und Anderes errichtet wurden. 1662 erhielt er den Ehrentitel „Hōgen“.
Yasunobu wird allgemein nicht so hoch eingeschätzt wie seine älteren Brüder Tan’yū und Naonobu, gilt aber dennoch als beachtenswert. Er starb in Edo im Alter von 72 Jahren und wurde im Hommon-ji in Ikegami am Rande von Edo begraben.
Seine bekanntesten Werke sind seine Wandmalereien im Gyokurin-in (玉林院), einem Untertempel des Daitoku-ji in Kyōto.

## Bilder

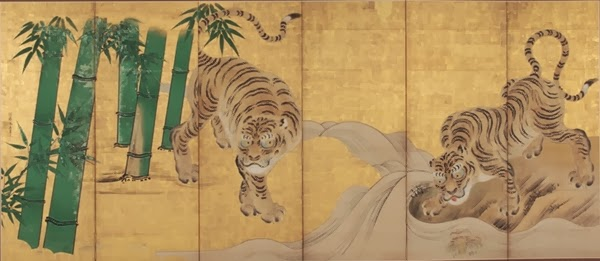
Stellschirm „Bambus und Tiger“, links
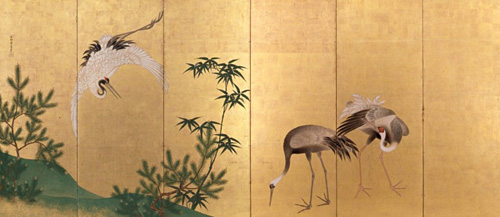
Stellschirm „Kiefer, Kraniche“, links
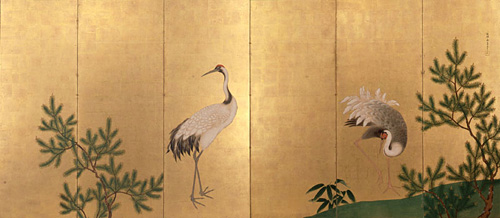
Stellschirm „Kiefer, Kraniche“, rechts